# Opuntia ficus-indica
Opuntia ficus-indica sau chumbo aparține genului Opuntia, familia Cactaceae. Planta este originară din Mexic unde este cunoscută și folosită dinaintea descoperirii Americii. Fructul opuntiei poartă numele de chumbo (sau fruct de cactus, smochină chumbo) și este acoperit de o coajă groasă,spinoasă cu pulpa bogată în semințe,are o formă ovală și măsoară de la 5-11cm și are un diametru de 5,5-7cm. În alte limbi fructul poartă numele de: higo chumbo în spaniolă, fico d'India în italiană, Figuier de Barbarie în franceză.
În Mexic se folosește atât fructul ca atare cât și bucățile tinere ale întregii plante care se întrebuințează în bucătărie. În Maroc unde este foarte cultivat cactusul se folosește ca furaj, iar fructul în alimentația umană.
Cactusul este cultivat în mari zone ale lumii precum: zona mediteraneană (Spania, Italia, Algeria, Israel), zone din Orientul Mijlociu și cornul Africii (Etiopia, Eritreea), Mexic și sudul Americii de Sud (Chile, Argentina).

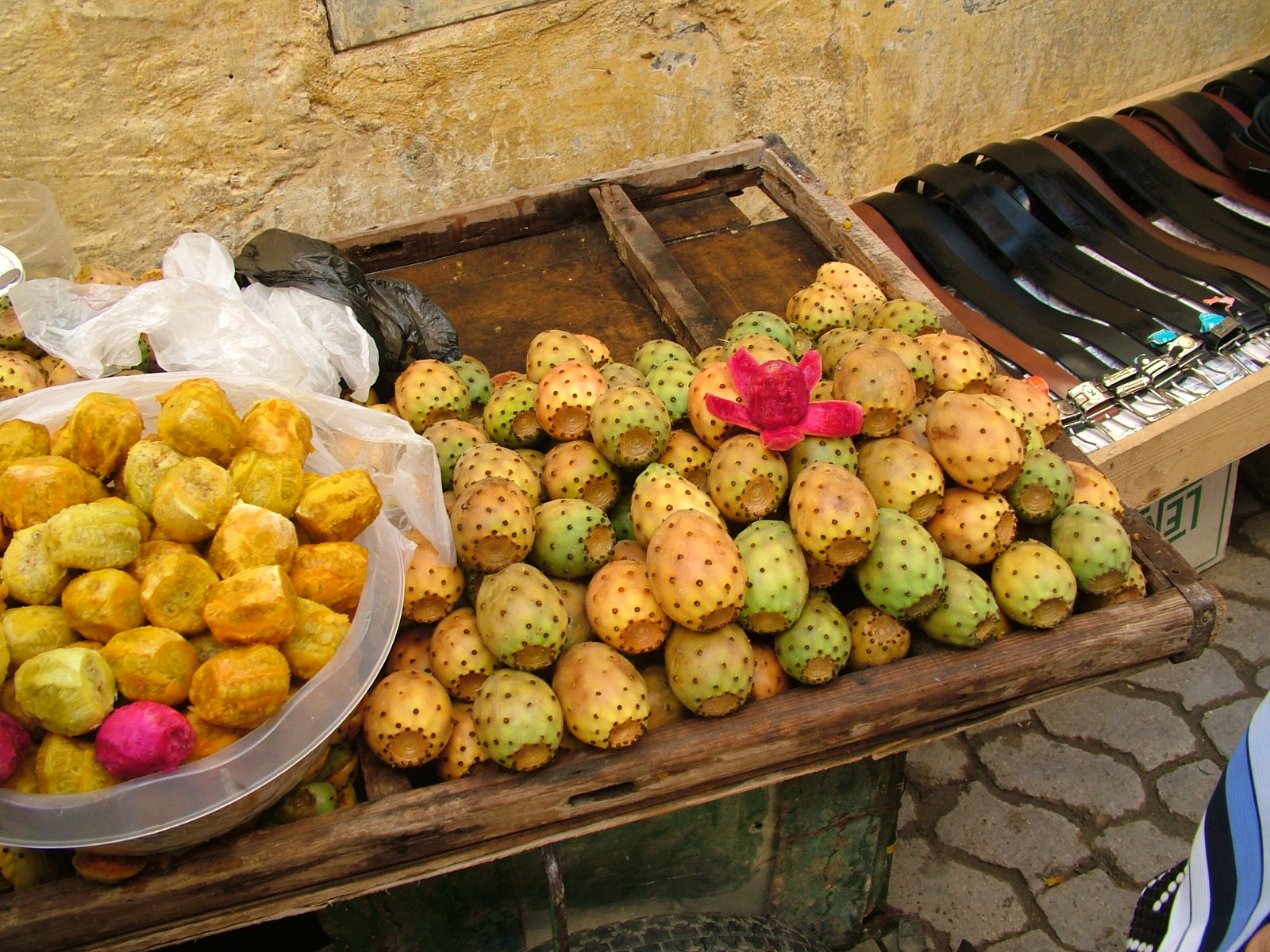
Fructe de Opuntia ficus-indica în Maroc

## Recoltare
Recoltarea și pregătirea fructului chumbo pentru consum are o tehnică specifică pentru înlăturarea spinilor.La recoltare se folosesc mănuși groase, cuțite și este bine ca și fața să fie protejată deoarece spinii luați de vânt pot fi periculoși. Apoi,fructele se lasă pe pământ și cu o perie se îndepărtează spinii. Odată ajunși acasă se pun fructele sub jetul de apă pentru a ne asigura că s-au curățat bine de spini.

## Consum
Fructul chumbo este savuros și dulce. Fructul se poate mânca proaspăt iar dacă se taie în felii și se acoperă cu zahăr se obține un sirop care se poate consuma rece sau se poate amesteca cu alte fructe. Din fructul opuntiei se mai poate face gem,suc natural sau se poate usca și consuma așa. În unele zone centrale ale Siciliei din acest fruct se obține o băutură numită Ficodi care se folosește atât ca aperitiv cât și ca medicament.
În unele bucătării tradiționale se folosește sărat și se adaugă sosurilor pentru carne și salate.
Mai poate fi folosit în industria cosmetică.

## Compoziție
Bucățile fragede de opuntia ficus-indica conține 90%apă. Fructul conține 12%zahăr, 6,75% materii nitrogenate și 0,1% acizi organici care dau culoarea galben-portocalie fructelor și care trece în urina celor ce o consumă colorând-o în această culoare.

## Producție
Mexicul este principalul cultivator mondial al acestui cactus. Pământul cel mai recomandat sădirii cactusului este cel sărac în apă și de slabă calitate.

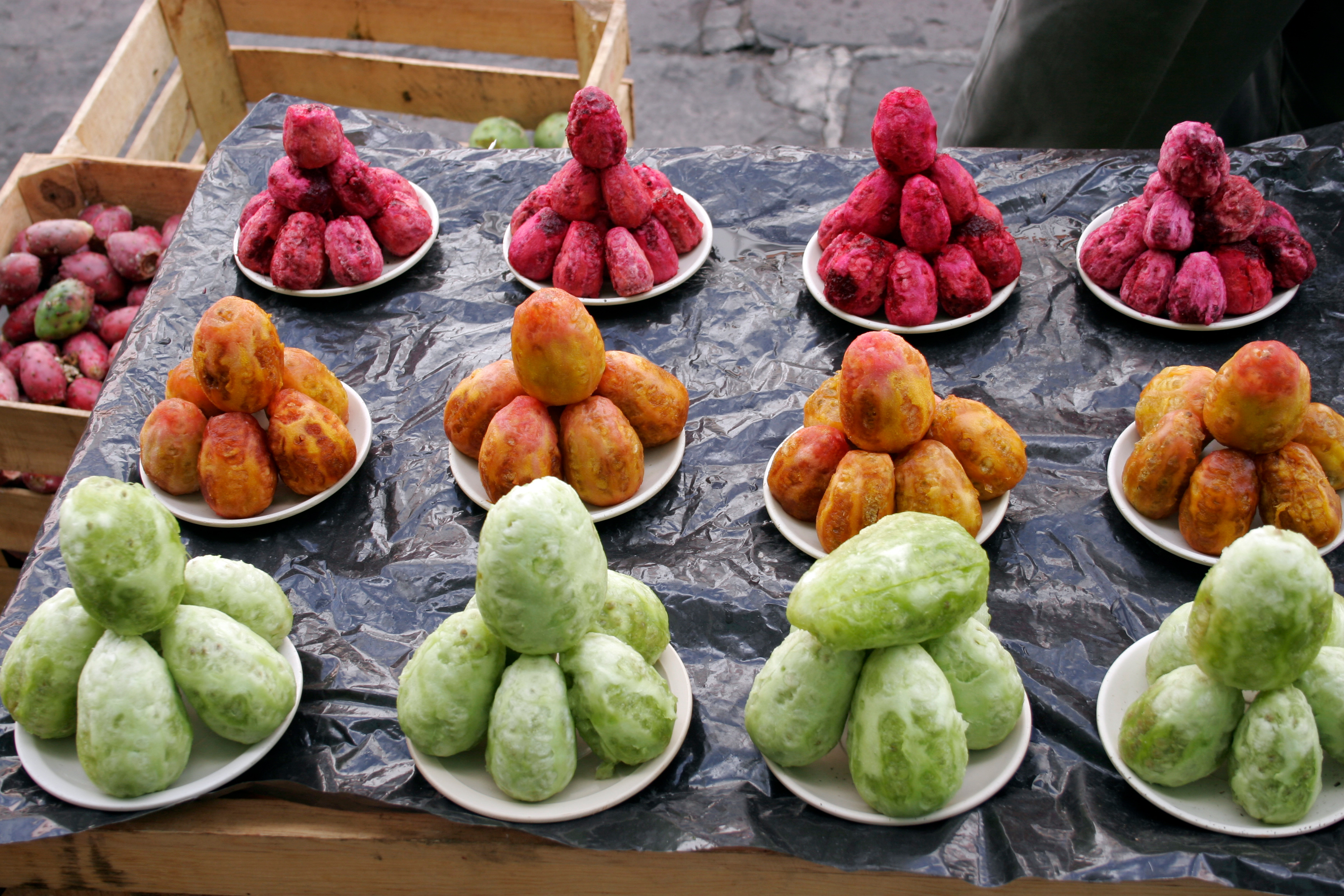
Fructe decojite de diferite culori

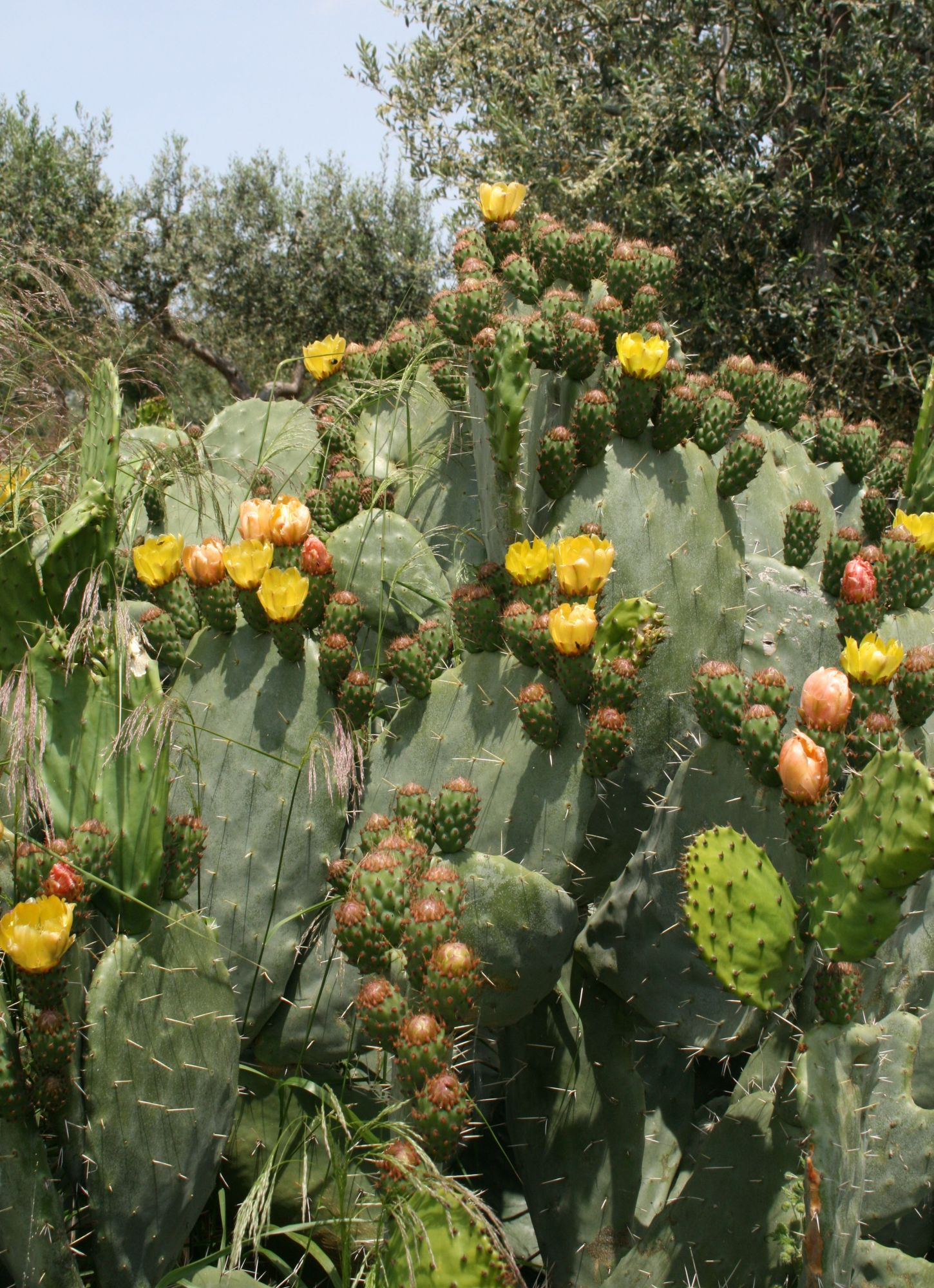
Cactus cu flori şi fructe